# Federico Ormezzano
Federico Ormezzano, noto anche con lo pseudonimo di Bancor (Pray, 21 maggio 1948), è un pilota di rally italiano.

## Biografia
La sua carriera incominciò nel 1971, correndo per la Fiat principalmente in Gruppo 1, per poi passare alla Opel Kadett di Conrero che lo porterà a importanti risultati nel biennio 1976-1977. Passerà poi all'Alfa Romeo.
Tra il 1981 e il 1982 ha gareggiato per la Talbot Italia con la Talbot Sumbeam Lotus gestita dalla Squadra Corse AST di Villastellone, vincendo due titoli tricolori di Gruppo 2, bissando quelli già vinti nel 1976 e nel 1977.
È stato proprio lui a cogliere l'ultima vittoria per conto della gloriosa Lancia Stratos, a Monza nel rally dell'autodromo. Ha poi gareggiato fino al 1990 con la Toyota Celica. In seguito ha proseguito a partecipare sporadicamente ad alcuni rally storici.

## Risultati nel mondiale rally
| 1974 | Scuderia | Vettura               |  |  |  |     |  |  |  |  |  |  |  |  |  |  |  |  | Punti | Pos. |
| ---- | -------- | --------------------- |  |  |  | --- |  |  |  |  |  |  |  |  |  |  |  |  | ----- | ---- |
| 1974 |          | Alfa Romeo Alfasud TI |  |  |  | Rit |  |  |  |  |  |  |  |  |  |  |  |  | 0     |      |

| 1975 | Scuderia | Vettura             |  |  |  |  |  |  |  |   |  |  |  |  |  |  |  |  | Punti | Pos. |
| ---- | -------- | ------------------- |  |  |  |  |  |  |  | - |  |  |  |  |  |  |  |  | ----- | ---- |
| 1975 |          | Alfa Romeo 2000 GTV |  |  |  |  |  |  |  | 9 |  |  |  |  |  |  |  |  | 0     |      |

| 1976 | Scuderia | Vettura          |  |  |  |  |  |  |  |   |  |  |  |  |  |  |  |  | Punti | Pos. |
| ---- | -------- | ---------------- |  |  |  |  |  |  |  | - |  |  |  |  |  |  |  |  | ----- | ---- |
| 1976 |          | Opel Kadett GT/E |  |  |  |  |  |  |  | 7 |  |  |  |  |  |  |  |  | 0     |      |

| 1977 | Scuderia | Vettura          |  |  |  |  |  |  |  |  |   |  |  |  |  |  |  |  | Punti | Pos. |
| ---- | -------- | ---------------- |  |  |  |  |  |  |  |  | - |  |  |  |  |  |  |  | ----- | ---- |
| 1977 |          | Opel Kadett GT/E |  |  |  |  |  |  |  |  | 6 |  |  |  |  |  |  |  | 0     |      |

| 1978 | Scuderia | Vettura          |     |  |  |  |  |  |  |   |  |  |  |  |  |  |  |  | Punti | Pos. |
| ---- | -------- | ---------------- | --- |  |  |  |  |  |  | - |  |  |  |  |  |  |  |  | ----- | ---- |
| 1978 |          | Opel Kadett GT/E | Rit |  |  |  |  |  |  | 6 |  |  |  |  |  |  |  |  | 0     |      |

| 1981 | Scuderia          | Vettura              |  |  |  |  |  |  |  |  |  |    |  |  |  |  |  |  | Punti | Pos. |
| ---- | ----------------- | -------------------- |  |  |  |  |  |  |  |  |  | -- |  |  |  |  |  |  | ----- | ---- |
| 1981 | AST Squadra Corse | Talbot Sunbeam Lotus |  |  |  |  |  |  |  |  |  | 10 |  |  |  |  |  |  | 1     | 63º  |

| 1982 | Scuderia          | Vettura              |  |  |  |  |  |  |  |  |  |     |  |  |  |  |  |  | Punti | Pos. |
| ---- | ----------------- | -------------------- |  |  |  |  |  |  |  |  |  | --- |  |  |  |  |  |  | ----- | ---- |
| 1982 | AST Squadra Corse | Talbot Sunbeam Lotus |  |  |  |  |  |  |  |  |  | Rit |  |  |  |  |  |  | 0     |      |

| 1983 | Scuderia        | Vettura         |  |  |  |  |  |  |  |  |  |     |  |  |  |  |  |  | Punti | Pos. |
| ---- | --------------- | --------------- |  |  |  |  |  |  |  |  |  | --- |  |  |  |  |  |  | ----- | ---- |
| 1983 | Pro Motor Sport | Ferrari 308 GTB |  |  |  |  |  |  |  |  |  | Rit |  |  |  |  |  |  | 0     |      |

| Legenda | 1º posto | 2º posto | 3º posto | A punti | Senza punti | Ritirato | Squalificato | NP=Non partito C=Gara cancellata | Apice=Power stage |